# Steve Chainel
Steve Chainel (Remiremont, 1983. szeptember 6. –) francia profi kerékpáros. Országúton és cyclo-cross-ban egyaránt versenyez. Jelenleg a francia Cofidis csapat tagja.

## Eredményei cyclo-cross-ban
| 2000 1., Francia cyclo-cross bajnokság - Junior 2003 3., Cyclo-cross Európa-bajnokság - U23 2004 2. - Differdange 2005 1. - Moyenmoutier 1. - Frenkendorf 2., Francia cyclo-cross bajnokság - U23 2. - Val Joly 2. - Frankfurt am Main 2. - Athée-sur-Cher 2. - Hénin-Beaumont 2006 1. - Nancray 1. - Frankendorf 1. - Marle 2. - Frankfurt am Main 3. - Hittnau 3. - Sablé-sur-Sarthe 2007 1. - Briey 1. - Saint-Nabord 1. - Nieul 1. - Dugny 2. - Saint-Félix-de-Foncaude 2. - Sarrebourg 2. - Marle | 2008 1. - Pétange 1. - Niederanven 2. - Le Creusot 2. - Montrevel 3. - Plougasnou 2009 1. - Pétange 1. - Wetzikon 2., Francia cyclo-cross bajnokság 2. - Besançon 3. - Marle 3. - Saint-Quentin 2010 1. - Pétange 1. - Contern 1. - Saverne 2., Francia cyclo-cross bajnokság 3. - Tabor 3. - Miramas 3. - Saint-Jean-de-Monts 2011 2. - Pétange 2. - Marle 2. - Besançon 2. - Nommay 2012 2., Francia cyclo-cross bajnokság |

## Eredményei országúti versenyzésben
| 2007 5. - Párizs-Mantes-en-Yvelines 7. - Trophée des Grimpeurs 2008 1., összetettben - Circuit de Lorraine 1, 4. szakasz 2., összetettben - Tour de la Manche 1., 1. szakasz 1., 3/b szakasz 2. - Trophée des Grimpeurs 2. - Châteauroux Classic de l'Indre Trophée Fenioux | 2009 9., összetettben - Driedaagse De Panne-Koksijde 2010 1., 1. szakasz - Driedaagse De Panne-Koksijde 2011 4. - Tro-Bro Léon 5. - Párizs-Troyes 6. - GP Ville de Lillers 2012 8. - Gent–Wevelgem |

## Grand Tour eredményei
| Grand Tour | 2009    | 2010 | 2011 | 2012 | 2013    | 2014 | 2015 |
| ---------- | ------- | ---- | ---- | ---- | ------- | ---- | ---- |
| Giro       | feladta | -    | -    | -    | -       | -    |      |
| Tour       | -       | -    | -    | -    | -       | -    |      |
| Vuelta     | -       | -    | -    | -    | feladta | -    |      |